# Bungie
A Bungie, Inc. é uma desenvolvedora norte-americana de jogos eletrônicos sediada em Bellevue, Washington. Foi fundada em maio de 1991 em Chicago, Illinois, por Alex Seropian e Jason Jones.
A empresa pertenceu à Microsoft de 2000 a 2007, ano em que a Bungie se tornou uma desenvolvedora independente novamente. Em abril de 2010, foi anunciado um acordo entre Bungie e Activision. Destiny, primeiro título da empresa depois de Halo: Reach, foi anunciado em fevereiro de 2013 e publicado pela Activision em setembro de 2014. A Bungie é mais conhecida pelo desenvolvimento dos jogos populares da série Halo, Destiny, Marathon e Myth, bem como Minotaur: The Labyrinths of Crete, Pathways into Darkness e Oni. Devido a separação com a Microsoft Xbox, a Bungie passou a desenvolver jogos para diversas plataformas, além do Xbox.
No dia 10 de Janeiro de 2019 foi confirmada a separação da Bungie com a Activision, e com isso a parceria durou seus longos 8 anos, Bungie levou junto a propriedade de Destiny, e agora busca um novo futuro solitariamente.
Em janeiro de 2022, a Sony anunciou que a Bungie estaria se juntando à PlayStation Studios, embora estipulado que ela iria continuar como um estúdio e editora independente, bem como multi-plataforma.

## Jogos
| Ano  | Título                            | Plataforma                                                                         |
| ---- | --------------------------------- | ---------------------------------------------------------------------------------- |
| 1990 | Gnop!                             | Mac OS Classic                                                                     |
| 1991 | Operation: Desert Storm           | Mac OS Classic                                                                     |
| 1992 | Minotaur: The Labyrinths of Crete | Mac OS Classic                                                                     |
| 1993 | Pathways into Darkness            | Mac OS Classic                                                                     |
| 1994 | Marathon                          | Apple Pippin (como Super Marathon), Mac OS Classic                                 |
| 1995 | Marathon 2: Durandal              | Apple Pippin (como Super Marathon), Mac OS Classic, Microsoft Windows, Xbox 360    |
| 1996 | Marathon Infinity                 | Mac OS Classic                                                                     |
| 1997 | Myth: The Fallen Lords            | Mac OS Classic, Microsoft Windows                                                  |
| 1998 | Myth II: Soulblighter             | Mac OS Classic, Microsoft Windows                                                  |
| 2001 | Oni                               | Mac OS Classic, macOS, Microsoft Windows, PlayStation 2                            |
| 2001 | Halo: Combat Evolved              | macOS, Microsoft Windows, Xbox                                                     |
| 2004 | Halo 2                            | Microsoft Windows, Xbox                                                            |
| 2007 | Halo 3                            | Xbox 360                                                                           |
| 2009 | Halo 3: ODST                      | Xbox 360                                                                           |
| 2010 | Halo: Reach                       | Xbox 360                                                                           |
| 2014 | Destiny                           | PlayStation 3, PlayStation 4, Xbox 360, Xbox One                                   |
| 2017 | Destiny 2                         | Microsoft Windows, PlayStation 4, PlayStation 5, Xbox One, Xbox Series X/S, Stadia |
| 2025 | Marathon                          | Microsoft Windows, PlayStation 5, Xbox Series X/S                                  |